# Граф Келі

Граф Келі вільної групи на двох генераторах a та b.

Граф Келі — граф, який будується для групи зі скінченною системою породжувальних елементів. Названий на честь англійського математика Артура Келі.

## Визначення
Нехай {\displaystyle G} — деяка група і {\displaystyle S} — система її породжувальних (генерувальних) елементів.
Визначимо {\displaystyle T=S\cup S^{-1}.}
Тоді граф Келі для даної групи Γ = Γ(G, T) будується таким чином:
- Кожному елементу {\displaystyle g\in G} відповідає одна вершина графу.
- Кожному елементу {\displaystyle t\in T} відповідає певний колір ct
- Для будь-яких {\displaystyle g\in G} та {\displaystyle t\in T} вершини g і gt з'єднуються орієнтованим ребром кольору ct.

## Приклади
- Графом Келі для нескінченної циклічної групи Z є нескінченний ланцюг.
- Графом Келі для скінченної циклічної групи Zn є цикл з n вершинами.
- Графом Келі для прямого добутку двох груп є прямий добуток відповідних графів Келі.

Граф Келі вільної групи з двома твірними a і b
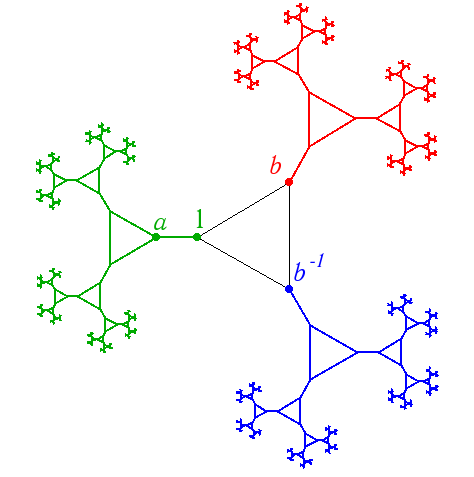
Граф Келі вільного добутку {\displaystyle \mathbb {Z} _{2}*\mathbb {Z} _{3}}
Граф Келі прямого добутку {\displaystyle \mathbb {Z} _{2}\times \mathbb {Z} _{3}}